# Los Sports
Los Sports fue una revista deportiva editada en Chile por la empresa Editorial Zig Zag. Su contenido era especializado en deportes. Fue una de las primeras revistas de deportes de circulación masiva en la capital. Fue y es considerada como una de las principales publicaciones deportivas de Chile. La redacción de la revista estaba ubicada en la ciudad de Santiago.
Su período de publicación se extendió por 8 años entre el 16 de marzo de 1923 y 13 de marzo de 1931, alcanzando un total de 418 números.

## Historia
El 16 de marzo de 1923 comenzó a difundirse Los Sports, que es considerada, la primera revista deportiva de «concepción moderna» en Chile. De inmediato se diferenció de sus antecesoras —como Crack— por los análisis y conclusiones que entregaba en cada nota. De formato tabloide, se mantuvo en el tiempo gracias al aporte de los lectores y a la publicidad que exhibía en sus páginas.
Entre sus redactores se contaba a Chalo —que además en el diario Las Últimas Noticias era el autor de la columna «Lo Bueno y Lo Malo»—, Luis Roatti, Luis Zegers, G. Brown, Julio Torres y J. d’ Aubry. Uno de sus méritos fue el aglutinar a los mejores reporteros de la época.
El hecho que en la portada de Los Sports apareciera, de vez en cuando, algún dirigente, se debía a que no se quería adquirir un compromiso con ellos. Además, también tanteó la opción de atraer a los lectores con opiniones de los deportistas destacados de esos años, hablando de la necesidad de una revista deportiva para difundir la actividad.
Su estructura era más noticiosa, y con entrega de conceptos a través de sus crónicas. Tuvo, incluso, la primera infografía en la historia del periodismo chileno, al describir con imágenes la ruta que utilizó el aviador Pedro Zanni para dar la vuelta al mundo en su monoplano en 1924.[cita requerida]